# Puncturella oxia
Puncturella oxia är en snäckart som beskrevs av Watson 1883. Puncturella oxia ingår i släktet Puncturella och familjen nyckelhålssnäckor. Inga underarter finns listade i Catalogue of Life.